# Gryllus makhosica
Gryllus makhosica (лат.) — вид прямокрылых насекомых из семейства сверчков. Эндемики США.

## Распространение
Северная Америка: США (Южная Дакота, Badlands National Park).

## Описание
Сверчки буровато-чёрного цвета (задние ноги до оранжевого). Отличаются от близких видов (Gryllus navajo, Gryllus saxatilis) особенностями морфологии (усики достигают конца яйцеклада, короткие надкрылья самок), ДНК и акустической коммуникации (пения), длинные церки, которые длиннее яйцеклада. Вид был впервые описан в 2019 году американскими энтомологами Дэвидом Вейссманом (David B. Weissman; Department of Entomology, Калифорнийская академия наук, Золотые ворота, Сан-Франциско, США) и Дэвидом Грэем (David A. Gray; Department of Biology, Университет штата Калифорния, Northridge, Калифорния). Видовое название дано по имени типового пустынного места обитания (makhosica), которое на языке одного из племён индейцев Сиу (племя Lakota) означает плохие земли («badlands», как и название парка Badlands National Park, где обилие бесплодных глиняных скал и откосов).